# Reaktor okresowy

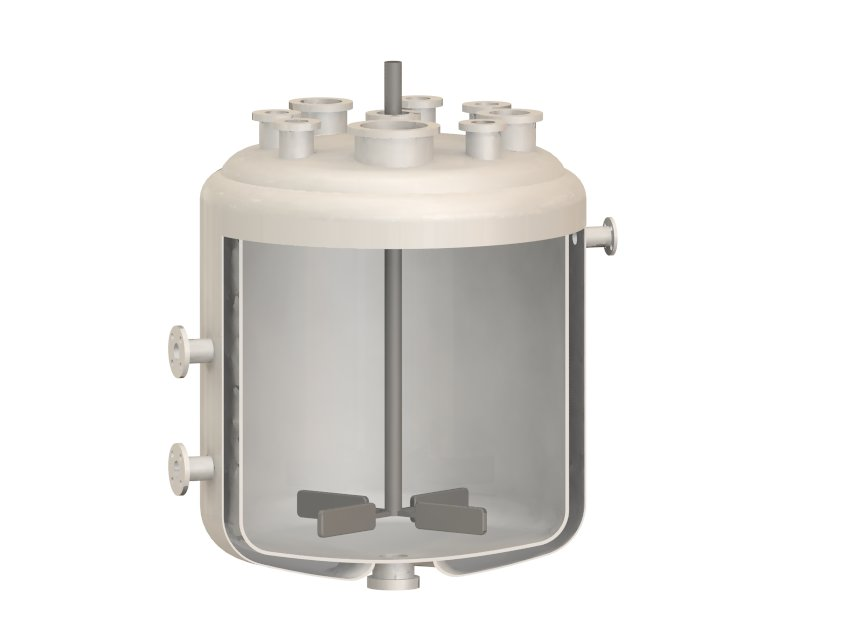
Przekrój przez typowy reaktor okresowy, widoczny mieszalnik i płaszczowy wymiennik ciepła.

Reaktor okresowy – jest to zbiornik zwykle wyposażony w urządzenie mieszające oraz elementy do wymiany ciepła. W reaktorze tym wprowadzenie całej ilości substancji oraz usuwanie produktów odbywa się cyklicznie.